# Дегтярёв, Василий Павлович
Василий Павлович Дегтярёв — старший осмотрщик вагонов вагонного депо Иркутск-Сортировочный, Герой Социалистического Труда (1974).

## Биография
Слесарь вагонного депо станции Иркутск-2 с 1935 по 1938, затем был призван на Тихоокеанский флот, где служил с 1938 по 1947. После демобилизации почти до самой смерти работал слесарем, старшим осмотрщиком вагонов вагонного депо Иркутск-Сортировочный. Участвовал в политической жизни депо, района и города Иркутска, избирался депутатом Иркутского городского Совета народных депутатов.

### Награды и звания
Награждён орденами Ленина, Трудового Красного Знамени, Красной Звезды, медалями, знаками «Почетный железнодорожник», «Ветеран труда ВСЖД».